# Specialarbejder (film)
|  | Denne artikel er oprettet af botten Steenthbot ud fra en ekstern database. Den kan derfor have sproglige fejl eller mangler. Denne skabelon kan fjernes efter kontrol af indholdet. |

Specialarbejder er en dansk dokumentarfilm fra 1973 instrueret af Henning Ebbesen og efter manuskript af Henning Ebbesen, Gorm Jessen og Mogens Japsen.

## Handling
Glimt fra specialarbejderens hverdag, på arbejdspladsen og under uddannelsen.